# Комиссаров, Даниил Самуилович
Дании́л Самуи́лович (Семёнович) Комисса́ров (1907, Керки, Бухарское ханство — 2008, Москва) — советский и российский филолог— иранист и переводчик, разведчик, дипломат.

Могила Д. С. Комиссарова на Троекуровском кладбище Москвы

## Биография
Родился и вырос в Туркменистане, отец — Самуил Исаевич (1870—1941) — был учителем, позже конторским служащим. В детстве переехал с родителями в Чарджуй, где не был принят в школу из-за процентной нормы для евреев. Только в 1917 году смог начать школьное образование (окончил школу в 1926 году).
Участвовал в борьбе советской власти с басмачами. Работал в системе Народного комиссариата иностранных дел, во время Второй мировой войны — пресс-секретарь посольства СССР в Иране (впоследствии был приглашён для работы научным консультантом в фильме «Тегеран-43», но, по собственным словам, отказался из-за неправдоподобности сюжета). С 1946 года работал в ведомстве иностранных дел в Москве, затем вновь в Тегеране. В 1950 году, после провала советской разведывательной сети в Иране, вылетел в Москву. Арестован 24 марта 1950 года. В 1950—1953 годах находился в тюрьме и лагере.
С 1954 года — научный сотрудник Института востоковедения АН СССР, доктор филологических наук. Среди его трудов — сборники статей «Очерки современной персидской прозы» (1960) и «Пути развития новой и новейшей персидской литературы» (1982), две книги о Садеке Хедаяте (1967, 2001), книга «Новый этап в иранской живописи: Камал оль-Мольк (XIX—XX вв.)» (2004), а также мемуарно-историческое сочинение «Остров белого золота: О начале социалистических преобразований в Таджикистане и о борьбе с басмачами» (1983, 1986). Комиссаровым составлен, переведён с фарси и снабжён научным комментарием сборник «Персидские народные анекдоты» (1990); среди других его переводов — повесть Джамала Мир Садеки «Ветры, возвещающие о переменах» (1989). Он также возглавлял редакционную коллегию сборника «Вопросы истории литератур Востока: Фольклор, классика, современность» (1979). Комиссаровым написаны разделы о персидской литературе XIX и XX веков в многотомной «Истории всемирной литературы» (М.: Наука, 1983—1994).

## Семья
- Жена — Юлия Панышева-Комиссарова (1912—2009).
  - Сыновья — актёры Александр Комиссаров и Юрий Комиссаров.